# Hypoxidia rhizophylla
Hypoxidia rhizophylla là một loài thực vật có hoa trong họ Hypoxidaceae. Loài này được (Baker) F.Friedmann mô tả khoa học đầu tiên năm 1985.